# Imogena Records
Imogena Records is een Zweeds platenlabel, dat jazz van Zweedse musici uitbrengt. Het werd opgericht in 1988 opgericht door Johan Johansson en is gevestigd in Billdal, Göteborg.
Musici wier muziek op het label uitkwam, zijn onder andere Windo (Anders Hagberg en Yasuhito Mori), Lars Jansson Trio, Sonya Hedenbratt, Rolf Jardemark, Ulf Wakenius, Ove Ingemarsson, Bohuslän Big Band, Lars Jansson, Sandviken Big Band, Kjell Jansson.